# Powiat Kolín
Powiat Kolín (czes. Okres Kolín) – powiat w Czechach, w kraju środkowoczeskim.
Jego siedziba znajduje się w mieście Kolín. Powierzchnia powiatu wynosi 846,22 km², zamieszkuje go 95 786 osób (gęstość zaludnienia wynosi 113,22 mieszkańców na 1 km²). Powiat ten liczy 100 miejscowości, w tym 7 miast.
Od 1 stycznia 2003 powiaty nie są już jednostką podziału administracyjnego Czech. Podział na powiaty zachowały jednak sądy, policja i niektóre inne urzędy państwowe. Został on również zachowany dla celów statystycznych.

## Struktura powierzchni
Według danych z 31 grudnia 2003 powiat ma obszar 846,22 km², w tym:
- użytki rolne - 70.80%, w tym 87.52% gruntów ornych
- inne - 29.2%, w tym 60.31% lasów
- liczba gospodarstw rolnych: 610

## Demografia
Dane z 31 grudnia 2003:
| Opis        | Ogółem | Kobiety      | Mężczyźni    |
| ----------- | ------ | ------------ | ------------ |
| populacja   | 95 786 | 49036 51,19% | 46750 48,81% |
| średni wiek | 39,5   | 41,83        | 38,58        |

- gęstość zaludnienia: 113,22 mieszk./km²
- 51,45% ludności powiatu mieszka w miastach.

## Zatrudnienie
| Mieszkańcy ze stałym zatrudnieniem | 18 835       |
| Średnia pensja miesięczna          | 15 573 koron |
| Bezrobotni                         | 4 775        |
| Stopa bezrobocia                   | 10.23%       |

## Szkolnictwo
W powiecie Kolín działają:
| Rodzaj szkoły                   | Liczba szkół |
| ------------------------------- | ------------ |
| Przedszkola                     | 59           |
| Szkoły podstawowe               | 39           |
| Gimnazja                        | 2            |
| Szkoły średnie techniczne       | 10           |
| Szkoły średnie ogólnokształcące | 4            |
| Szkoły wyższe                   | 1            |

## Służba zdrowia
| Lekarze                               | 329 |
| Szpitale                              | 3   |
| Specjalistyczne ośrodki terapeutyczne | 1   |
| Gabinety dentystyczne                 | 44  |
| Apteki                                | 17  |